# Pascal Collasse
Pascal Collasse (eller Colasse), döpt 22 januari 1649 i Rheims, död 17 juli 1709 i Versailles var en fransk tonsättare.
Collasse var elev till Lully och var också den som avslutade Lullys sista opera efter att han hade dött 1687. Han startade ett operahus i Lille, ett projekt som gick om intet när operan brann ner. Han sysslade även med alkemi, även där med liten framgång. Collasse komponerade operor, baletter och sakral musik, bland annat Cantiques spirituels av Jean Racine, allt är skrivet i Lullys stil.

## Operor och baletter
- Achille et Polyxène (Jean Galbert de Capistron), tragédie en musique, prolog och 5 akter, 23 november 1687, Paris, Académie royale de musique, uvertyren och akt I av Lully, prologen och akt II-V av Collasse.

- Divertissement de Livry, 30 juni 1688, Livry-Gargan.

- Thetis et Pelée (Bernard le Bovier de Fontenelle), tragédie en musique, prolog och 5 akter, 11 januari 1689 Paris, Académie royale de musique; reviderad med nya arior av J.-B. Stuck och André Campra 16 april 1709.

- Sigalion, Dieu du secret balett, 17 augusti 1689 Paris, Collège Louis-le-Grand.

- Amarillis (Abbé Jean Pic), pastoral, 1689, ej uppförd.

- Enée et Lavinie (Bernard le Bovier de Fontenelle), tragédie en musique, prolog och 5 akter. 7 november 1690 Paris, Académie royale de musique.

- Ballet de Villeneuve Saint-Georges (Banzy), divertissement i 3 avdelningar, 1 september 1692.

- Astrée (Jean de La Fontaine), tragédie en musique, prologoch tre akter, 25 november 1691 Paris, Académie royale de musique.

- Ballet des saisons (Abbé Pic), opéra-ballet med prolog och 4 entréer, 18 oktober 1695 Paris, Académie royale de musique.

- Jason ou La Toison d'or (Jean-Baptiste Rousseau), tragédie en musique, prolog och 5 akter, 15 januari 1696 Paris, Académie royale de musique.

- La Naissance de Vénus (Abbé Pic), opera prolog och 5 akter, 1 maj 1696 Paris, Académie royale de musique.

- Divertissement de Saint-Maur, 18 juli 1700 Saint-Maur[förtydliga], musiken försvunnen.

- Canente (Antoine Houdar de La Motte), tragédie en musique, prolog och 5 akter, 4 november 1700 Paris, Académie royale de musique.

- L'Amour et l'Hymen Divertissement prolog och 8 scener, (1701 Paris, Hôtel de Conti) för furste von Contis bröllop. (musiken försvunnen).

- Polyxène et Pyrrhus (Jean-Luois-Ignace de La Serre), tragédie en musique, prolog och 5 akter 21 oktober 1706 Paris, Académie royale de musique.